# Direttiva bassa tensione
Per Direttiva Bassa Tensione (o Direttiva BT o Direttiva LVD, dall'acronimo inglese Low Voltage Directive) è una norma dell'Unione europea che riguarda la sicurezza di materiale elettrico (ad esempio: elettrodomestici, cavi elettrici, alimentatori, apparecchiature laser, fusibili, ecc.) per le persone, gli animali e i beni.
A partire dal 18 aprile 2014, il nome ufficiale della Direttiva Bassa Tensione è "Direttiva 2014/35/UE del Parlamento europeo e del Consiglio, del 26 febbraio 2014 , concernente l’armonizzazione delle legislazioni degli Stati membri relative alla messa a disposizione sul mercato del materiale elettrico destinato a essere adoperato entro taluni limiti di tensione". Prima di tale data, con lo stesso nome "Direttiva Bassa Tensione" si indicavano le norme che di volta in volta sono state abrogate e sostituite dalla successiva "Direttiva Bassa Tensione", ovvero:
- la  Direttiva 2006/95/CE del Parlamento europeo e del Consiglio del 12 dicembre 2006 concernente il ravvicinamento delle legislazioni degli Stati membri relative al materiale elettrico destinato ad essere adoperato entro taluni limiti di tensione[4]
- la Direttiva 73/23/CEE del Consiglio, del 19 febbraio 1973, concernente il ravvicinamento delle legislazioni degli Stati Membri relative al materiale elettrico destinato ad essere adoperato entro taluni limiti di tensione.[5]

Tale direttiva è una delle più antiche direttive del mercato unico europeo adottate dall'Unione europea prima del "Nuovo approccio" o "approccio globale" e la sua validità è riconosciuta nell'ambito di tutto il mercato unico europeo allargato (ovvero il mercato unico europeo con l'estensione ai paesi EFTA: Islanda, Norvegia, Svizzera e Liechtenstein).

## Ambito di applicazione
La direttiva si applica alle apparecchiature elettriche con una tensione di alimentazione o di uscita tra 50 e 1000 V per la corrente alternata (AC) o tra 75 e 1500 V per la corrente continua (DC), fatta eccezione per i materiali e per i fenomeni di cui all'allegato II.
La direttiva non copre le tensioni all'interno dei prodotti, purché il consumatore non possa accedervi senza utilizzare attrezzi idonei (ad esempio all'interno dei televisori, che rientrano fra gli apparecchi che devono rispettare la direttiva bassa tensione, ci sono tensioni ben superiori a quelle appena specificate, ma il retro del televisore è apribile solo con cacciaviti e sulla sua superficie è esplicitamente indicato il rischio di shock elettrico).

### Esclusioni
La direttiva non si applica ai materiali ed ai fenomeni di cui all'allegato II:
1. materiali elettrici ATEX (cioè che possono essere usati in atmosfere esplosive) e per uso clinico e radiologico,
2. parti elettriche di ascensori e montacarichi,
3. contatori elettrici,
4. prese e spine per uso domestico,
5. dispositivi di alimentazione di recinti elettrici,
6. disturbi radioelettrici,
7. materiali elettrici speciali, destinati ad essere usati sulle navi, aeromobili e per le ferrovie

## Contenuti e obblighi

Simbolo della marcatura CE.

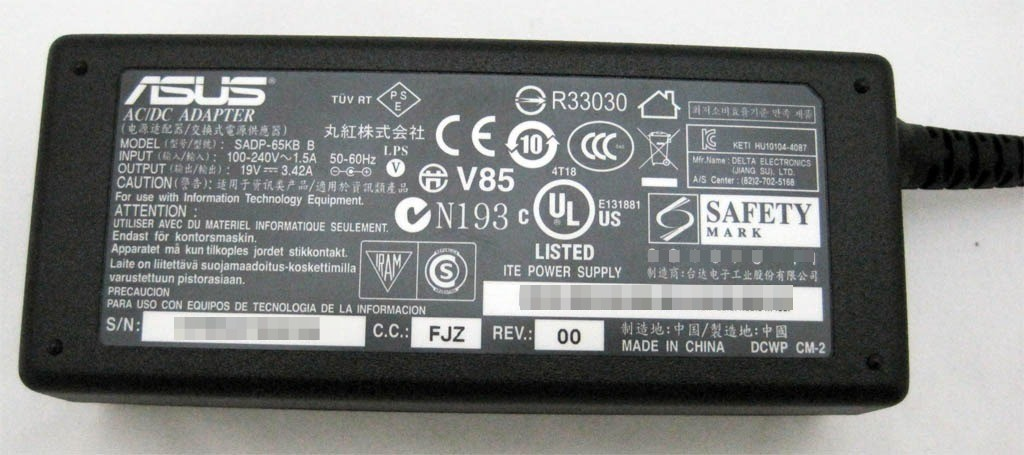
Esempio di etichetta di materiale elettrico (alimentatore) con marcatura CE.

La direttiva prevede obiettivi comuni nel contesto delle norme di sicurezza, assicurando che il materiale elettrico approvato da un paese membro dell'Unione Europea sia conforme per l'uso a cui è destinato in tutti gli altri paesi dell'UE.
La Direttiva Bassa Tensione non definisce alcuno standard tecnico specifico, ma fa riferimento esplicito alle norme tecniche IEC/ISO (standard internazionali) CEN/EN (standard europei) alle quali i produttori di prodotti elettrici devono rigorosamente attenersi.
I prodotti conformi alla Direttiva Bassa Tensione e a tutte le altre norme pertinenti il prodotto stesso devono obbligatoriamente essere contrassegnati con la marcatura CE per indicarne la conformità.
La conformità è asserita dal produttore con la dichiarazione di conformità CE e ne conserva copia nel fascicolo tecnico del prodotto sulla base dell'articolo 4 dell'Allegato IV della Direttiva Bassa Tensione.
Per le regole di applicazione della direttiva è possibile fare riferimento a guide specifiche redatte dalla Commissione Europea e dal Comitato Elettrotecnico Italiano (CEI).

## Attuazione e recepimento
La Direttiva CEE 73/23, è stata recepita in Italia con la Legge 791 del 1977. Stabilisce i criteri di sicurezza che i materiali, le apparecchiature e le macchine alimentate elettricamente devono possedere per essere posti sul mercato. Si considerano rispondenti alle disposizioni della Direttiva i prodotti conformi alle norme armonizzate pubblicate sulla Gazzetta Ufficiale delle Comunità europee, oppure alle norme nazionali, quando non sono disponibili quelle armonizzate.
La Direttiva CEE 93/68 in vigore dal 1º gennaio 1995, recepita con Decreto Legislativo 25 novembre 1996, n. 626, va a modificare la Direttiva 73/23 per allinearla alle Direttive di altri settori rendendo obbligatoria la marcatura CE sul prodotto. Per apporre tale marcatura il fabbricante deve redigere una dichiarazione di conformità e preparare una documentazione tecnica che consenta di valutare la conformità del prodotto ai requisiti della Direttiva. Questi documenti vanno conservati ai fini ispettivi da parte delle Autorità di controllo. Il fabbricante, deve inoltre prendere tutte le misure necessarie affinché il processo di fabbricazione garantisca la conformità del prodotto alla documentazione tecnica e ai requisiti della Direttiva.
La direttiva 2014/35/UE è stata recepita in Italia dal Decreto Legislativo n.86 del 19 maggio 2016.